# 데이어스 엑스: 휴먼 레볼루션
《데이어스 엑스: 휴먼 레볼루션》(Deus Ex: Human Revolution)는 에이도스 몬트리올이 개발하고 2011년 8월 마이크로소프트 윈도우, 플레이스테이션 3, 엑스박스 360용으로 스퀘어 에닉스가 전 세계에 배급한 액션 롤플레잉 비디오 게임이다. macOS용 버전은 이듬해에 출시되었다. 데이어스 엑스 시리즈 중 세 번째 게임이자 오리지널 데이어스 엑스의 차기작이다. 게임플레이는 1인칭 슈팅 게임, 스텔스, 롤플레잉 요소와 다중 도시 기반 허브에 연결된 환경 내에서의 탐험 및 전투에 기반을 두고 있으며 프랙시스 키츠(Praxis Kits)라는 이름의 아이템으로 메인 캐릭터의 능력을 커스터마이즈할 수 있다. 캐릭터들 간의 대화는 여러 응답을 갖추고 있으며 대화를 선택하는 부분과 중요한 스토리 포인트에서는 진행 이벤트에 영향을 미치게 된다. 휴먼 레볼루션은 2027년을 배경으로 하고 있다.
휴멀 레볼루션의 개발은 2007년에 신흥 에이도스 몬트리올 스튜디오의 조그마한 팀과 함께 시작되었다.
휴먼 레볼루션은 개발을 시작한지 얼마 되지 않은 2007년에 처음 발표되었다. 공식 타이틀과 릴리스 윈도는 2010년에 발표되었다.

## 개발

### 음악
휴먼 에볼루션의 음악은 2008년부터 2011년까지 악보 작업을 한 Michael McCann이 작곡하였다.

## 출시

### Director's Cut
휴먼 에볼루션의 감독판인 "Deus Ex: Human Revolution - Director's Cut"은 2013년 4월에 발표되었다.

## 평가
이 게임은 출시되자마자 전반적인 호평을 받았다.

### 판매
북아메리카에서 출시된 이후 휴먼 레볼루션은 8월 후반에 출시되었음에도 불구하고 8월에 가장 많이 판매된 비디오 게임이 되었다. 9월에는 6위로 떨어지긴 했으나, 여전히 10위권 안쪽을 유지하였다.